# No Nuclear War
No Nuclear War è il settimo album in studio di Peter Tosh del 1987, prodotto dalla EMI su CD e musicassetta. È stato ristampato nel 1991 su musicassetta e nel 1996 su CD dalla Alliance. Il disco è stato stampato per la prima volta pochi giorni prima che l'artista morisse, è quindi l'ultimo album concepito e registrato interamente da Peter Tosh.
Lo stesso anno della prima pubblicazione l'album vince il Grammy Award come Best Reggae Album.

## Tracce
Tutti i brani sono ad opera di Peter Tosh:
1. No Nuclear War - 8:00
2. Nah Goa Jail - 4:49
3. Fight Apartheid - 4:57
4. Vampire - 3:34
5. In My Song - 4:16
6. Lesson in My Life - 3:51
7. Testify - 5:30
8. Come Together - 4:23

## Musicisti[3]
- Peter Tosh - tamburo, chitarra, corno, voce, produzioni
- Chico Chin - corno
- Tyrone Downie - tastiera
- Dean Fraser - corno
- George Fullwood - basso acustico
- Pam Hall - voce di fondo
- June Lodge - voce di fondo
- David Madden - corno
- Nambo - corno
- Cynthia Schloss - voce di fondo
- Keith Sterling - tastiera
- Nadine Sutherland - voce di fondo
- Ruddy Thomas - voce di fondo
- Uziah "Sticky" Thompson - percussioni